# Il sottotenente Summenzionato
Il sottotenente Summenzionato (in russo Подпоручик Киже?, Podporučik Kiže) è un racconto storico del 1928 dello scrittore e sceneggiatore sovietico Jurij Tynjanov. 
Nel racconto si intrecciano due casi generati da due banali errori di trascrizione durante il regime autocratico di Paolo I di Russia: il caso di una persona in carne e ossa che scompare dalla realtà burocratica perché dato per morto, e il caso di un individuo inesistente che entra saldamente nella realtà burocratica. 

## Storia editoriale

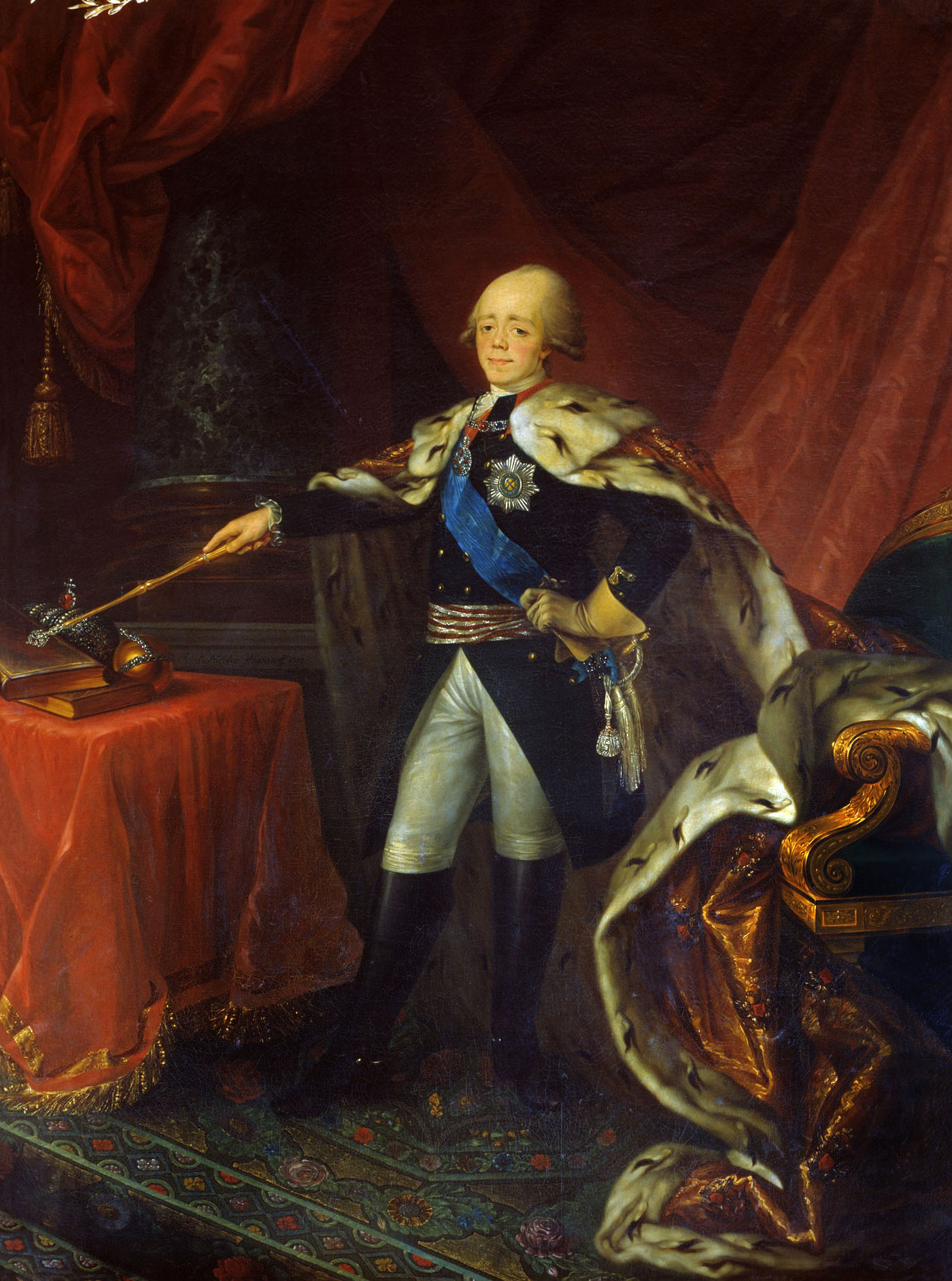
Paolo I di Russia

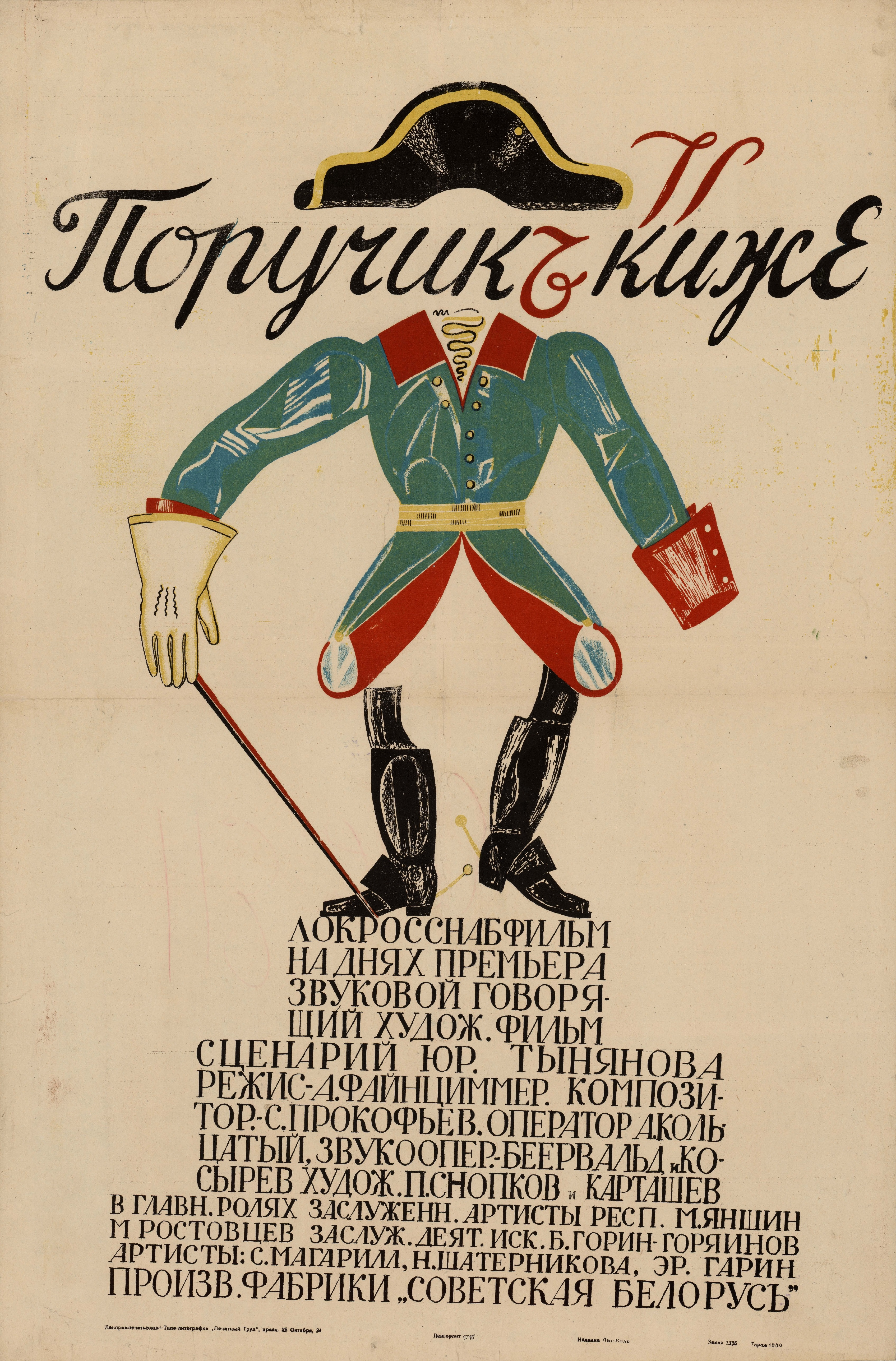
Locandina del film Il tenente Kiže

Il racconto nacque nel 1927 come sceneggiatura cinematografica per un film muto mai girato, fu pubblicato in lingua originale russa dapprima sul numero di gennaio 1928 della rivista letteraria sovietica «Krasnaâ nov’»; dopo revisione, apparve in volume nel 1930. Probabilmente il soggetto dell'ufficiale inesistente che faceva carriera ai tempi di Paolo I, proveniva dall'articolo di Vladimir Dal' "Rasskazah o vremenah Pavla I" ["Storie dei tempi di Paolo I"], pubblicato nel 1870 sulla rivista "Russkaâ starina". Le traduzioni del racconto di Tynjanov al di fuori dell'Unione Sovietica sono state numerose (per esempio, in italiano, in tedesco, in francese e in inglese) soprattutto dopo la "scoperta" dei teorici del formalismo russo nella seconda metà degli anni sessanta.

## Trama
Le vicende narrate nel racconto sono ambientate in Russia durante il regno di Paolo I, imperatore della Russia dal 1796 al 1801. Figlio di Pietro III, Paolo ebbe rapporti difficili con la madre, fin dal 1785 visse segregato nella reggia di Gatčina sotto l'influenza di Ekaterina Ivanovna Nelidova, e da imperatore fu un autocrate ottuso e sospettoso.
Un copista inesperto e maldestro ha compiuto due errori nello scrivere altrettante ordinanze da sottoporre alla firma del sovrano: 
(J.N. Tynjanov, Il sottotenente Summenzionato, traduttori Renzo Oliva e Giuliana Raspi, Palermo, Sellerio, 1986, p. 17)
Lo zar firma le due ordinanze certificando così ufficialmente l'esistenza di due fatti mai avvenuti e che saranno ritenuti veri dalla conformistica società statale: la cancellazione dai ranghi dell'esercito e la cessazione dei diritti civili per il tenente Sinjuchaev, la cui esistenza verrà completamente ignorata, e la parallela creazione di un ufficiale virtuale, il sottotenente Summenzionato, il quale andrà incontro a eventi reali, di cui resterà traccia nei documenti ufficiali: subirà punizioni (fustigazione e deportazione in Siberia), quindi promozioni, una brillante carriera nei ranghi dell'esercito, gli sarà data moglie, avrà un figlio legittimo, infine si ammalerà, morirà, e sarà infine onorato con funerali di Stato alla presenza dell'addolorato sovrano. Il tenente Sinjuchaev, al contrario, «scomparve senza lasciare traccia, si disfece in briciole, in polvere, come se non fosse mai esistito».

## Critica
Per Cesare De Michelis, Il sottotenente Summenzionato è «uno dei più bei racconti russi moderni»; Tynjanov «lo studioso, il teorico della letteratura (il "formalista", nel senso migliore del termine), trapassa qui nello sceneggiatore, nel narratore, con una cristallina semplicità, che è propria solo alla grande cultura.». Per i redattori oxfoniani della Storia della letteratura russa, la opere di narrativa storiche di Tynjanov si inserivano nell'ambito del cosiddetto «linguaggio esopico», un sistema di allusioni che permetteva di sollevare argomenti proibiti in URSS. Per il critico Arkadij Viktorovič Belinkov, il quale peraltro fu imprigionato a lungo a Karlag per motivi politici, nel racconto di Tynjanov si esprime «русской государственности, традиционное презрение к человеческому достоинству, отвращение и ненависть к свободе и страх перед ней (il tradizionale disprezzo dello stato russo per la dignità umana, il disgusto e l'odio per la libertà e la paura di essa)». Belinkóv aggiungeva che il quinquennio in cui ha regnato Paolo I non è stato un episodio isolato, ma il prototipo di qualsiasi autocrazia, non solo delle autocrazie russe ed europee, ma sia delle autocrazie del passato che di quelle del futuro. Il linguaggio esopico funge inoltre da potente dispositivo artistico di straniamento.

## Opere derivate
- Il tenente Kiže (in russo Поручик Киже?, Poručik Kiže) - film del 1934 diretto da Aleksandr Michajlovič Fajncimmer[15]
- Sergej Prokofiev, Il luogotenente Kize, Suite op. 60[16]

## Edizioni

### Originali
- (RU) Podporučik Kiže, in Krasnaâ nov’, vol. 1, n. 1, Mosca, gennaio 1928.
- (RU) Podporučik Kiže, Leningrado, Izd-vo pisatelej, 1930.

### Traduzioni
- J. N. Tynjanov, Il sottotenente Summenzionato, a cura di Victor Zaslavsky, traduzione di Renzo Oliva e Giuliana Raspi, Nota di Giuliana Raspi, Palermo, Sellerio, 1986. Contiene anche il racconto Il giovane Vitušišnikov (in russo Малолетный Витушишников?, Maloletnyj Vitušišnikov).
- Il sottotenente Enti, traduzione di Daniela Di Sora, Firenze, Editoriale Sette, 1984.
- (DE) Sekondeleutnant Saber, in Sekondeleutnant Saber. Die Wachsperson. Der Minderjährige. Historische Novellen, traduzione di Maria Einstein, illustrazioni di Heinz Zander, Nachwort von Herbert Krempien, 1ª ed., Berlin, Verlag Kultur und Fortschritt, 1970.
- (FR) Le Lieutenant Kijé, traduzione di Lily Denis, Paris, Gallimard, 1983, ISBN 2-07-025858-0.
- (EN) Lieutenant Kije; Young Vitushishnikov: two novellas, traduzione di Mirra Ginsburg, New York, Marsilio Publishers, 1992, ISBN 9780941419772.